# Escut d'Estac
L'Escut d'Estac era l'escut d'armes del municipi desaparegut d'Estac, a la comarca del Pallars Sobirà.
Perdé vigència el 1972 quan els termes d'Estac i Soriguera es fusionaren en el municipi de Soriguera, i en un primer moment s'utilitza l'escut de Soriguera per al municipi resultat de la unió, que duia el nom de la població de Soriguera. El 15 de juliol del 1992 s'adoptà, després de 20 anys sense escut normalitzat segons la normativa vigent, l'escut actual.

## Descripció heràldica
Escut d'or, un tany florit, de colors naturals.